# Cratere Weinek
Weinek è un cratere lunare intitolato all'astronomo austro-ungarico Ladislaus Weinek; è situato nella parte sud-orientale del satellite, a sud del Mare Nectaris.
Il cratere giace a nord-est del cratere Piccolomini; a sud-est si trova il cratere Neander.
La forma del bordo esterno, nonostante l'erosione, rimane identificabile come circolare. Il bordo settentrionale e parte del bordo interno sono state erose da tre crateri d'impatto, e un altro cratere appare evidente lungo la parte meridionale del bordo.
Il fondo appare regolare, se si esclude un piccolo cratere nella zona sud-orientale.

## Crateri correlati
Alcuni crateri minori situati in prossimità di Weinek sono convenzionalmente identificati, sulle mappe lunari, attraverso una lettera associata al nome.
| Weinek | Latitudine | Longitudine | Diametro |
| ------ | ---------- | ----------- | -------- |
| A      | 26,9° S    | 35,5° E     | 10 km    |
| B      | 26,9° S    | 38,2° E     | 11 km    |
| D      | 26,0° S    | 36,6° E     | 9 km     |
| E      | 25,3° S    | 37,5° E     | 9 km     |
| F      | 25,1° S    | 38,2° E     | 4 km     |
| G      | 26,9° S    | 39,0° E     | 15 km    |
| H      | 28,6° S    | 38,5° E     | 6 km     |
| K      | 28,9° S    | 38,4° E     | 17 km    |
| L      | 26,1° S    | 39,7° E     | 9 km     |
| M      | 25,8° S    | 40,0° E     | 6 km     |